# 斛 (星官)
斛是中国古代星官名，属三垣之中的天市垣，意为“天市测量固体的量器”，斛星官共由四星组成，在现在通用的88星座中分别属于武仙座和蛇夫座。

## 斛四星
- 斛一，蛇夫座ι，视星等4.38
- 斛二，蛇夫座κ，视星等3.20
- 斛三，武仙座47，视星等5.50
- 斛四，武仙座43，视星等5.17

## 斛增三星
清钦天监1752年编成《仪象考成》星表，斛增加了3颗肉眼可见的星。